# Pico Patkhor
O Pico Patkhor é uma montanha na região de Gorno-Badakhshan, no leste do Tajiquistão. Tem 6083 m de altitude e 1963 m de proeminência topográfica, o que a torna num dos picos ultraproeminentes da Ásia Central. É a mais alta montanha da cordilheira Rushan, uma subcordilheira dos Pamir.